# Commission nationale des monuments historiques
La Commission des monuments historiques est créée par l'arrêté ministériel du 29 septembre 1837 à la suite d'un rapport de Jean Vatout, président du Conseil des bâtiments civils. Placée le 7 octobre 1837 au sein de la direction des monuments publics du ministère de l'Intérieur. Elle est chargée d'assister l'inspecteur général des monuments historiques et le bureau des Monuments historiques et de répartir les subventions au profit des édifices protégés. Elle se réunit pour la première fois en mars 1838 et publie la première liste des monuments classés en 1840. La Commission examine les demandes de subventions, liste les édifices, donne son avis, et peut proposer l'achat d'un édifice. Son importance s'accroit au cours du XIXe siècle avec la création de sections et de sous-commissions, comme la sous-commission des monuments mégalithiques crée en 1879 par Jules Ferry. La commission est réformée par le décret du 17 mai 1909 qui prévoit trois sections : la section des monuments historiques, celle des monuments préhistoriques et celle des antiquités et objets d'art. La Commission s'accroît de nouvelles sections au XXe siècle dont certaines n'ont été que temporaires.
La commission devient en 1950 la Commission supérieure des monuments historiques, puis, en 2007, la Commission nationale des monuments historiques organisée en six sections. Elle a pour fonction d'émettre un avis sur les propositions de classement, d’inscription dans la liste des monuments historiques, sur les modifications des périmètres des monuments classés, sur les travaux de conservation, de protection et de mise en valeur des monuments historiques et de leurs abords.
La Commission nationale des monuments historiques est remplacée en 2017 par la Commission nationale du patrimoine et de l'architecture créée par la loi du 7 juillet 2016.

## Origines
En 1790, Aubin Louis Millin parle pour la première fois de « monument historique » dans un rapport déposé à l'Assemblée constituante, à l'occasion de la démolition de la Bastille. La Constituante, sous l'impulsion de Talleyrand, adopte le 13 octobre 1790 un décret qui charge les directoires et les départements de "faire dresser l'état et de veiller, par tous les moyens (...) à la conservation des monuments et des églises et maisons devenues domaines nationaux". La Commission des monuments est créée dans la foulée en novembre 1790.
Le ministre de l'Intérieur François Guizot propose dans un rapport présenté au roi Louis-Philippe de créer le poste d'inspecteur des monuments historiques qu'il attribue à Ludovic Vitet le 25 novembre 1830, puis le 27 mai 1834 à Prosper Mérimée. La mission de l'inspecteur des monuments historiques est de classer les édifices et de répartir les crédits d'entretien et de restauration.
Le 29 septembre 1837, le ministre de l'Intérieur le comte de Montalivet institue la commission des monuments historiques, succédant au comité des Arts. Composée de sept bénévoles et présidée par Jean Vatout, directeur des monuments publics, elle fait un travail d'inventaire, de classement (classement sur la base de considérations politiques puis mettant l'accent vers 1835 sur l'intérêt historique et à partir de 1841 sur la qualité architecturale) et d'attribution des crédits. Elle se charge également de former les architectes qui interviennent sur les monuments (à commencer par Eugène Viollet-le-Duc). Cette commission des monuments historiques est consacrée juridiquement par l'ordonnance royale du 19 février 1839.
En 1840, la commission publie sa première liste qui compte 1 082 monuments historiques dont 934 édifices, liste composée uniquement de monuments préhistoriques et de bâtiments antiques et médiévaux (Ve au XVIe siècle), pour beaucoup des édifices religieux, mais aussi des objets (telle la tapisserie de Bayeux). Tous sont des propriétés de l'État, du département ou de la commune, dont la conservation nécessite des travaux (et donc des crédits).
Par la suite, la commission continue son travail d'inventaire, les monuments historiques augmentent en nombre et le domaine de protection s'élargit selon trois directions : chronologique, catégorielle (vers l'architecture vernaculaire), typologique ou conceptuelle (on cherche à protéger un bâtiment représentant chaque type, le typicum et plus seulement l’unicum). Ainsi en 1851, la commission crée la Mission héliographique, chargée de photographier les monuments français.

## Attributions
La Commission nationale des monuments historiques  — qui s'est substituée à la commission supérieure des monuments historiques — est placée auprès du ministre chargé de la culture, et a été créée par le décret no 2007-612 du 25 avril 2007, maintenant codifié aux articles R.611-1 à R.611-16 du code du patrimoine.
Elle est chargée d'émettre un avis : 
1. Sur les propositions de classement au titre des monuments historiques des immeubles ainsi que des objets et immeubles par destination ;
2. Sur les propositions d'inscription au titre des monuments historiques des orgues, buffets d'orgues et des instruments de musique ;
3. Sur les propositions de modification des périmètres de protection des immeubles classés ou inscrits lorsque la commune ou les communes intéressées n'ont pas donné leur accord ;
4. Sur les projets de travaux d'entretien ou de réparation faute desquels la conservation d'un immeuble classé est gravement compromise ;
5. Sur les programmes, avant-projets ou projets de travaux portant sur des monuments historiques classés ou inscrits ou relatifs à la création d'œuvres d'art plastique dans les monuments historiques classés ou inscrits qui lui sont soumis.

Elle est également chargée d'étudier, avec le concours des services compétents, et de proposer toutes mesures propres à assurer la protection, la conservation et la mise en valeur des monuments historiques et de leurs abords.
Les membres de la commission étaient nommés pour une durée de quatre ans.
La loi relative à la liberté de la création, à l'architecture et au patrimoine du 7 juillet 2016 lui substitue la commission nationale du patrimoine et de l'architecture, qui remplace également la commission nationale des secteurs sauvegardés.